# Nina Beier
Nina Beier née en 1975 à Aarhus est une artiste contemporaine et sculptrice danoise. Elle vit et travaille à Berlin et Copenhague.

## Biographie
En 2004, elle est diplômée du Royal College of Art, à Londres. Elle associe matériau durable et fragile. En 2016, la sculpture China est faite d'un vase, d'un chien en porcelaine, troués de part et d'autre. En 2018, pour Ruin, elle forme des briques avec du savon qu'elle pose sur le sol sale et couvert d'insectes.
Elle associe également matériaux nobles et objets du quotidien. Dans Real Estate de 2013, elle insère un appui-tête de chaise de bureau dans un socle de granit blanc. Dans Plug de 2018, elle remplace les tuyaux d'évacuation de lavabo en céramique par des cigares. Elle réalise également des performances Anti-ageing, The Complete Works où elle fait intervenir des danseurs à la retraite.
En 2022, pour la High Line à New York, elle réalise Women & Children. Il s'agit d'un groupe sculpté en bronze, de style classique de femmes et d'enfants. L'eau s'écoule par les yeux des statues, femmes et enfants pleurent.

## Expositions
- On Teasers and Tormentors, Monitor Gallery, Rome, 2009[5]

- What Follows Will Follow II, Yerba Buena Center for the Arts, San Francisco, 2010

- What Follows Will Follow, Laura Bartlett Gallery, Londres, 2010

- Bleeding Clothes, Drowning Coins, Standard (Oslo), Oslo, 2011

- Kunsthal Charlottenborg, Copenhague, 2011

- Afrika, Croy Nielsen, Berlin, 2011

- Shirts vs Skins, Laura Bartlett Gallery, Londres, 2012

- Four Stomachs, Objectif Exhibitions, Anvers, 2012

- Steering Wheel Choker Chain, Nicolai Wallner, Copenhagen, 2013

- Sweat No Sweat, Mostyn, Llandudno, 2013
- Razor Chain Mineral, Small Collections Room, Nottingham Contemporary, Nottingham, 2013
- Heavy Hand, Standard (Oslo), Oslo, 2013
- Liquid Assets, Glasgow Sculpture Studios, Glasgow, 2013
- Tragedy Teaser, Proyectos Monclova, Mexico City, 2013

- Four Stomachs III, Objectif Exhibitions, Antwerp, 2014
- David Roberts Art Foundation, London, 2014
- Valuables, Proyectos Monclova, Mexico City, 2014
- Office Nature Nobody Pattern, Croy Nielsen, Berlin, 2014
- Screening of The Complete Works, Nouveau Festival, Centre Pompidou, 2014

- Anti-ageing, Perfoma 15: Swiss Institute, New York, 2015

- China, Standard (Oslo), Oslo, 2015
- Contemporary Art Centre (CAC), Vilnius, 2015
- Cash for Gold, Kunstverein in Hamburg, Hamburg, 2015
- Four Stomachs IIII, Objective Exhibitions, Anvers, 2015
- Metro Pictures, New York, 2015

- Croy Nielsen, Vienne, 2016

- Anti-ageing, Art Night, ICA, Londres, 2016

- Man, Standard (Oslo), Oslo, 2017

- Retrospective, Jose Garcia, Mexico City, 2017

- Baby, Metro Pictures, New York, 2018

- Food Chain Café, Kunstforeningen GL STRAND, Copenhague, 2018

- European Interiors, Spike Island, Bristol, 2018

- Wintry Mix, 80 Washington Square East, New York, 2018

- Adult Female, Male Adult, Foyer Kunstverein München, Munich, 2018

- Housebroken, Kunsthal Gent, Gand, 2019
- Plug, Palace Enterprise, Copenhague, 2021
- Women & Children, Highline commission, New York, 2022
- LifesHammer Museum, Los Angeles, 2022
- Auto, CAPC, Bordeaux, 2024

## Prix et distinctions
- The Prize of the Böttcherstraße Bremen, Kunsthalle Bremen, Breme, 2014
- New Carlsberg Foundation Artist Award, The New Carlsberg Foundation, Copenhague, 2021